# 吉尔吉斯斯坦共产党
吉尔吉斯斯坦共产党是苏联共产党在吉尔吉斯苏维埃社会主义共和国的分支。1937年6月16日，该党成立，取名为吉尔吉斯斯坦共产党（布尔什维克）。1952年10月，随着全联盟共产党（布尔什维克）改名为苏联共产党，该党也相应改名为吉尔吉斯斯坦共产党。1991年八一九政变失败后，吉尔吉斯斯坦当局于1991年8月26日通过关于停止吉尔吉斯斯坦共产党活动的决议。部分成员以原吉尔吉斯斯坦共产党为基础，组建吉尔吉斯斯坦共产党人党，1992年9月，在吉尔吉斯斯坦司法部注册。

## 历任第一书记
1. 马克西姆·阿莫索夫（1937年6月16日－1938年2月24日）
2. 阿列克谢·瓦戈夫（1938年7月16日－1945年7月26日）
3. 尼古拉·博戈柳博夫（1945年7月26日－1950年7月7日）
4. 伊斯哈克·拉扎科夫（1950年7月7日－1961年5月9日）
5. 图尔达昆·乌苏巴利耶夫（1961年5月9日－1985年11月2日）
6. 阿布萨马特·马萨利耶夫（1985年11月2日－1991年4月6日）
7. 朱姆加尔别克·阿曼巴耶夫（1991年4月6日－8月29日）